# Anouchka Hack
Anouchka Hack (* 1996 in Antwerpen) ist eine deutsche Cellistin.

## Leben und Wirken
Anouchka Hack stammt aus einer Musikerfamilie. Ab 2011 war sie Jungstudentin bei Hans-Christian Schweiker an der Musikhochschule Köln. Von 2014 bis 2018 setzte sie ihr Studium bei Troels Svane an der Musikhochschule Lübeck fort und wurde seit 2018 von Frans Helmerson unterrichtet, zunächst an der Barenboim-Said Akademie in Berlin und seit 2020 an der Kronberg Academy. Zudem absolvierte sie eine Meisterklasse bei Gautier Capuçon und besuchte Meisterkurse u. a. bei Andras Schiff und Steven Isserlis. Sie wurde als Stipendiatin von der Mozart-Gesellschaft Dortmund der Oscar und Vera Ritter-Stiftung und der Deutschen Stiftung Musikleben gefördert.
Im Jahr 2010 debütierte Hack beim Festival van Vlaanderen und konzertierte seitdem als Solistin mit Orchestern wie den Dortmunder Philharmonikern, dem Philharmonischen Orchester Erfurt, den Brandenburger Symphonikern, der Sinfonietta Rotterdam, dem Royal Bangkok Symphony Orchestra, dem Istanbul State Symphony Orchestra, der Sinfonia Rotterdam und den Zagreb Soloists.
Als Kammermusikerin erfolgte eine Zusammenarbeit mit unter anderem Gautier Capuçon, Fatma Said, Kian Soltani und Kolja Blacher. Mit ihrer Schwester, der Pianistin Katharina Hack bildet sie ein Duo. Dabei gastierte sie zum Beispiel im Beethovenhaus Bonn, im Konzerthaus Dortmund, in der Hamburger Laeiszhalle, bei den Lunchkonzerten der Berliner Philharmoniker in der Berliner Philharmonie, im Berliner Pierre Boulez-Saal sowie bei den Festspielen Mecklenburg-Vorpommern, beim Schleswig-Holstein Musikfestival und bei den Kammerkonzerten des WDR.
Gemeinsam mit ihrer Schwester hat sie seit 2021 die künstlerische Leitung beim jährlich stattfindenden meetMUSIC Open Air in Draiflessen, Mettingen inne.
Aufnahmen für den Rundfunk erfolgten beim WDR, NDR und Radio Classique. Für ihre 2020 erschienene Debüt-CD mit Werken von Dmitri Schostakowitsch, die sie gemeinsam mit ihrer Schwester und Gautier Capuçon aufnahm, wurde sie 2020 für den Preis der deutschen Schallplattenkritik und 2021 für den Opus Klassik (Kategorie „Beste Kammermusikeinspielung“ und „Bestes Ensemble“) nominiert.
Als Preisträgerin des Deutschen Musikinstrumentenfonds spielt sie ein Violoncello des italienischen Geigenbauers Bartolomeo Tassini, Venedig 1769.

## Auszeichnungen (Auswahl)
- 2021: Prix Jean-Nicholas Firmenich des Verbier Festival als beste Nachwuchscellistin[2]
- 2022: Musikpreis Leyda Ungerer[2]

## Diskografie
- Shostakovich: Sonatas Op. 40 and Op. 147, Prelude Op. 97. Mit Katharina Hack und Gautier Capuçon (Genuin; 2020)